# Sinovac Biotech
Sinovac Biotech Ltd. (v čínštině: 科兴控股生物技术有限公司, Nasdaq: SVA) je čínská biofarmaceutická společnost, která se zaměřuje na výzkum, vývoj, výrobu a komercializaci vakcín, které chrání proti lidským infekčním chorobám. Společnost sídlí v okrese Haidian, v Číně. Společnost je zapsána na burzovním trhu NASDAQ. Burza však zastavila obchodování Sinovac v únoru 2019 kvůli mocenským bojům. Společnost čelila vyšetřování úplatkářství.

## Vakcíny
Komerční vakcíny Sinovac zahrnují CoronaVac (vakcína COVID-19), Inlive (vakcína Enterovirus 71), Anflu (vakcína proti chřipce), Healive (vakcína proti hepatitidě A), vakcínu proti planým neštovicím a vakcínu proti příušnicím.

### Vývoj vakcíny proti covidu-19
CoronaVac je inaktivovaná vakcína proti viru COVID-19 vyvinutá společností Sinovac. Prošla fází III klinických testů v Brazílii, Chile, Indonésii, Filipínách, a Turecku.
Spoléhá na tradiční technologii podobnou BBIBP-CorV a BBV152, jinak známou jako technologii vakcín s inaktivovaným virem COVID-19 v klinických studiích fáze III. CoronaVac není třeba zmrazovat a vakcínu i surovinu pro přípravu nových dávek lze přepravovat a uchovávat v chladničce při 2–8 °C – teploty, při kterých se uchovávají vakcíny proti chřipce.
Reálná studie opírající se o deset milionů Chilanů, kteří dostávali CoronaVac, zjistila, že vakcína je ze 66 % účinná proti symptomatickému COVID-19, v 88 % proti hospitalizaci, v 90 % proti přijetí na jednotku intenzivní péče a v 86 % proti úmrtí. V Brazílii, po tom, co 75 % populace v Serraně dostalo CoronaVac, ukázaly předběžné výsledky, že počet úmrtí klesl o 95 %, hospitalizace o 86 % a symptomatické případy o 80 %. V Indonésii prokázala reálná data od 128 290 zdravotnických pracovníků 94% ochranu proti symptomatické infekci vakcínou, což překonalo výsledky klinických studií.
Výsledky fáze III z Turecka mající 10 218 účastníků publikované v The Lancet ukázaly ve studiích účinnost 84 %. Výsledky testů fáze III z Brazílie dříve ukázaly 50,7% účinnost při prevenci symptomatických infekcí a 83,7% účinnost při prevenci mírných případů vyžadujících léčbu. Účinnost proti symptomatickým infekcím se zvýšila na 62,3 % při intervalu mezi dávkami 21 dnů a více.
CoronaVac se používá k očkování v různých zemích Asie, Jižní Ameriky, Severní Ameriky, a Evropy. Do dubna 2021 měl Sinovac výrobní kapacitu dvě miliardy dávek ročně a dodal celkem 600 milionů dávek. V současné době se vyrábí v několika zařízeních v Číně, Brazílii, a Egyptě. Dne 1. června 2021 schválila Světová zdravotnická organizace vakcínu pro nouzové použití. Sinovac podepsal kupní smlouvy na 380 milionů dávek od společnosti COVAX.